# Judikje Kiers
Judikje Kiers (Daarle, Hellendoorn, 23 oktober 1962) is een Nederlands kunsthistorica en directeur van het Amsterdam Museum en het daarbij aangesloten Huis Willet-Holthuysen.

## Biografie
Ze is dochter van H.K. Kiers en C. Roobol. Ze woonde op jonge leeftijd in Daarle; het gezin verhuisde naar Herwijnen, waar vader schoolmeester werd van de lagere school. Bij de overgang van lagere school naar middelbare school verhuisde het gezin naar Badhoevedorp; ze volgde gymnasium aan het Hermann Wesselink College in Amstelveen (1975-1981). Kiers studeerde tussen 1981 en 1988 kunstgeschiedenis en architectuurgeschiedenis aan de Vrije Universiteit Amsterdam. Na haar studie werkte zij voor het Frans Hals Museum en later aan het Rijksmuseum (1991-2001) als wetenschappelijk medewerker educatie. Ze schreef samen met Wiepke Loos en Fieke Tissink het boekwerkje Een eeuw apart (1993); een educatief boek over kunstwerken van rond de eeuwwisseling. Ook was zij docent aan de Rietveld Academie en de Reinwardt Academie in Amsterdam. Na werkzaam te zijn geweest bij het Frans Hals Museum en het Rijksmuseum Amsterdam werd zij in 2001 directeur van Museum Ons' Lieve Heer op Solder en in 2009 ook van het Bijbels Museum. Tijdens haar functie bij Ons' Lieve Heer op Solder was zij verantwoordelijk voor de verbouwing van het museum, dat door de grote bezoekersaantallen uit zijn voegen barstte.
Sinds 2010 is Kiers vicevoorzitter van het Overleg der Amsterdamse Musea (OAM). Kiers maakte deel uit van de begeleidingscommissie die advies gaf bij de restauratie van de Gouden Koets.
Per 1 maart 2016 werd Kiers directeur van het Amsterdam Museum en van het Museum Willet-Holthuysen, ze volgde Paul Spies op. Aanvankelijk kreeg zij in het Amsterdam Museum de taak om een nieuwe locatie voor het museum te zoeken, op grond van een advies van de Amsterdamse Kunstraad eind 2014. In 2017 werd duidelijk dat er niet langer aan verhuizing wordt gedacht, maar in eerste instantie wordt onderzocht wat er op de bestaande monumentale locatie voor verbouwingsmogelijkheden zijn. Tevens blijken er vergaande plannen te zijn om diverse openbare Amsterdamse locaties aan te wijzen, zoals de 22 vestigingen van de Openbare Bibliotheek Amsterdam, als tentoonstellingsruimte voor de collectie. Het mondde uiteindelijk uit in meer dan 50 miljoen kostende verbouwing van het voormalige Burgerweeshuis. Tijdens haar bewind schafte het museum de term Gouden Eeuw af, omdat door nieuwe inzichten men stelde dat die term niet van toepassing was voor iedereen.
Haar levenspartner is Michiel Kleiss, tussen 1990 en 1999 (de brand) directeur van RoXY, vervolgens directeur van Lowlands Festival, restauranthouder en een jaar (2020) betrokken bij Paradiso.